# Sepedophilus
Sepedophilus – kosmopolityczny rodzaj chrząszczy z rodziny kusakowatych i podrodziny Tachyporinae.

## Taksonomia
Rodzaj został opisany w 1856 roku przez Johannesa von Nepomuka Franza Xavera Gistela. Jego gatunkiem typowym jest Staphylinus pubescens Paykull (obecny Sepedophilus littoreus).

## Opis
Chrząszcze te mają całe ciało owłosione i drobno punktowane. Owłosienie szczególnie dobrze widoczne pod oświetleniem. Tylna części ciała pozbawiona lub z bardzo słabym bocznym obrzeżeniem. Odnóża żółte.

## Występowanie i bioróżnorodność
Przedstawiciele rodzaju zasiedlają wszystkie krainy zoogeograficzne świata. Katalog z 2001 roku podaje 357 opisanych gatunków z czego 2 wątpliwe.
W Polsce stwierdzono występowanie 13 gatunków
- Sepedophilus binotatus (Gravenhorst, 1802)
- Sepedophilus bipunctatus (Gravenhorst, 1802)
- Sepedophilus bipustulatus (Gravenhorst, 1802)
- Sepedophilus constans (Fowler, 1888)
- Sepedophilus immaculatus (Stephens, 1832)
- Sepedophilus littoreus (Linnaeus, 1758)
- Sepedophilus marshami (Stephens, 1832)
- Sepedophilus nigripennis (Stephens, 1832)
- Sepedophilus obtusus (Luze, 1902)
- Sepedophilus pedicularius (Gravenhorst, 1802)
- Sepedophilus testaceus (Fabricius, 1792)
- Sepedophilus transcaspicus (Bernhauer, 1917)